# Ophiacantha vilis
Ophiacantha vilis är en ormstjärneart som beskrevs av Ole Theodor Jensen Mortensen 1924. Ophiacantha vilis ingår i släktet Ophiacantha och familjen knotterormstjärnor. Inga underarter finns listade i Catalogue of Life.